# 馬虎·瑟斯頓
霍利斯·約翰·「馬虎」·瑟斯頓（英語：Hollis John "Sloppy" Thurston，1899年6月2日—1973年9月14日），曾是美國職業棒球投手，1923年至1933年間先後效力過聖路易布朗、芝加哥白襪、華盛頓參議員及布魯克林羅賓等隊。投打姿勢是右投右打。

## 生平
瑟斯頓出生於內布拉斯加州弗里蒙特，高中畢業於約翰·H·弗朗西斯理工高中。1923年4月19日他代表聖路易棕人隊出賽，是其職業初登板。
1923年8月22日，瑟斯頓第十二局面對費城運動家隊三名打者僅以九球就將他們都三振出局，但球隊最後仍以2比3輸球。即便如此，他依然是美聯史上第二位、大聯盟史上第六位投出「完美一局」的投手，同時也是第一位在延長賽中投出的人，
1924年，瑟斯頓代表芝加哥白襪出賽，先發36場、完投28場，拿下20勝14敗，投球局數291局內，被打出330支安打、17發全壘打並失了123分。
瑟斯頓是位會使用螺旋球的投手。他最後一場出賽是在1933年10月1日。
瑟斯頓是位強打投手，在他9年大聯盟生涯裡，他留下2成70打擊率（648個打數175安打）、65次得分、5發全壘打以及79分打點的紀錄。
1973年9月14日，瑟斯頓逝世，長眠於加州卡爾弗城的聖十字公墓。

## 外部連結
- 球員資訊和成績在Baseball-Reference，Baseball-Reference (Minors)（英文）
- Baseball-Reference.com: Sloppy Thurston （页面存档备份，存于）
- Baseball Almanac: Sloppy Thurston Stats （页面存档备份，存于）
- 在Find a Grave上的馬虎·瑟斯頓